# The Eras Tour

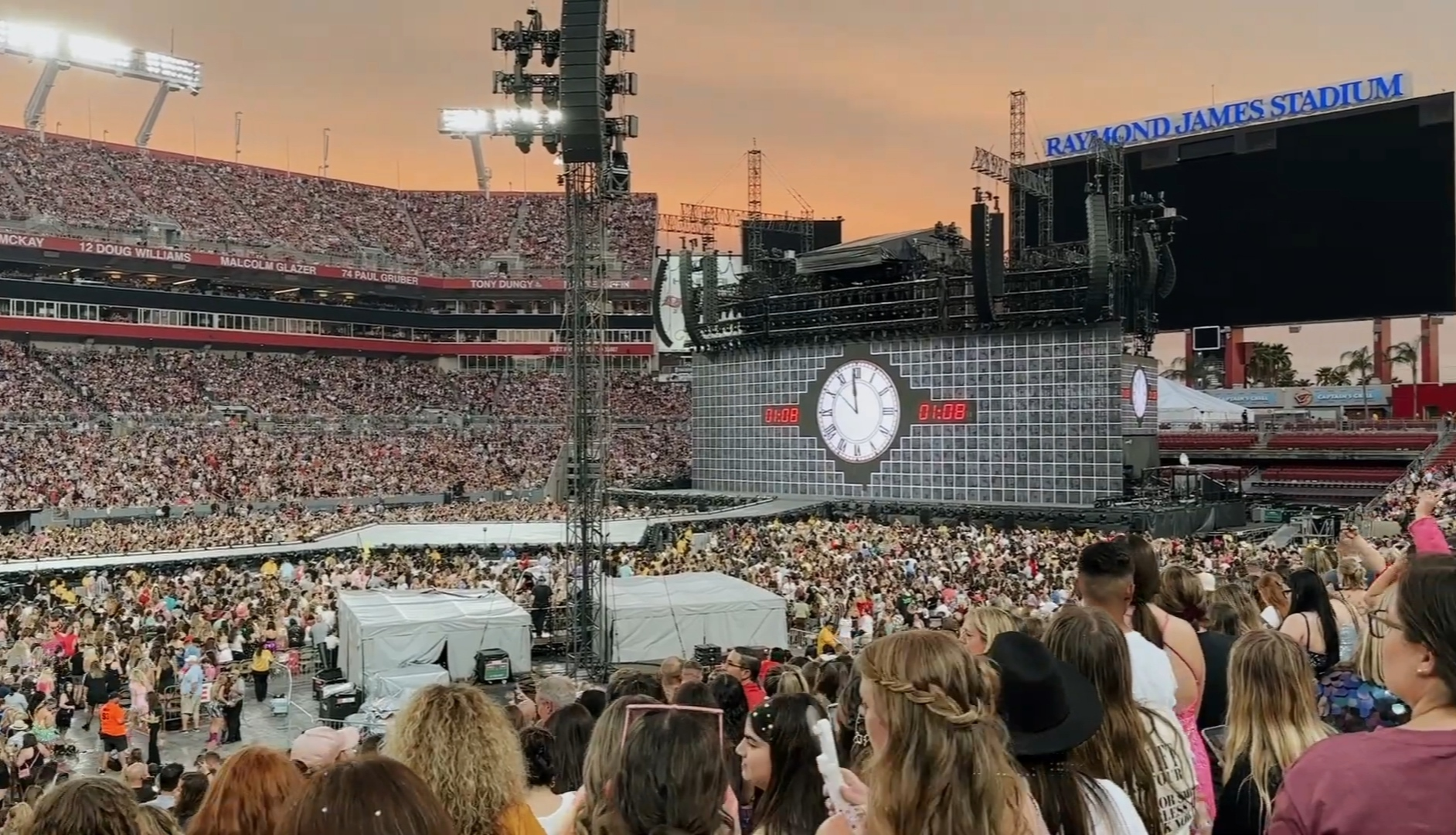
The Eras Tour stage in Raymond James Stadium, Tampa, Florida, met de main stage, midden stage en catwalk.

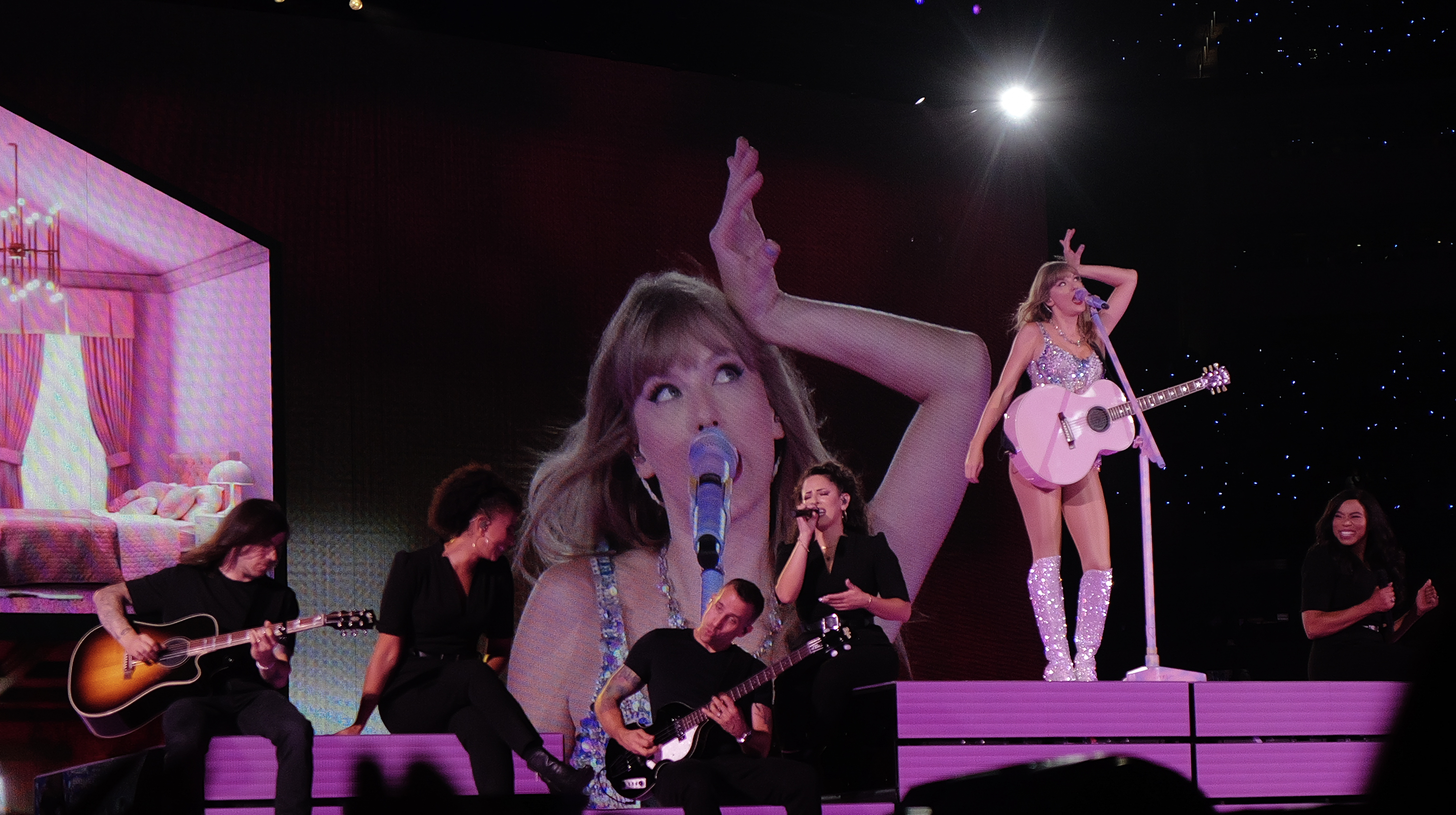
Swift tijdens de Lover-act in Inglewood.

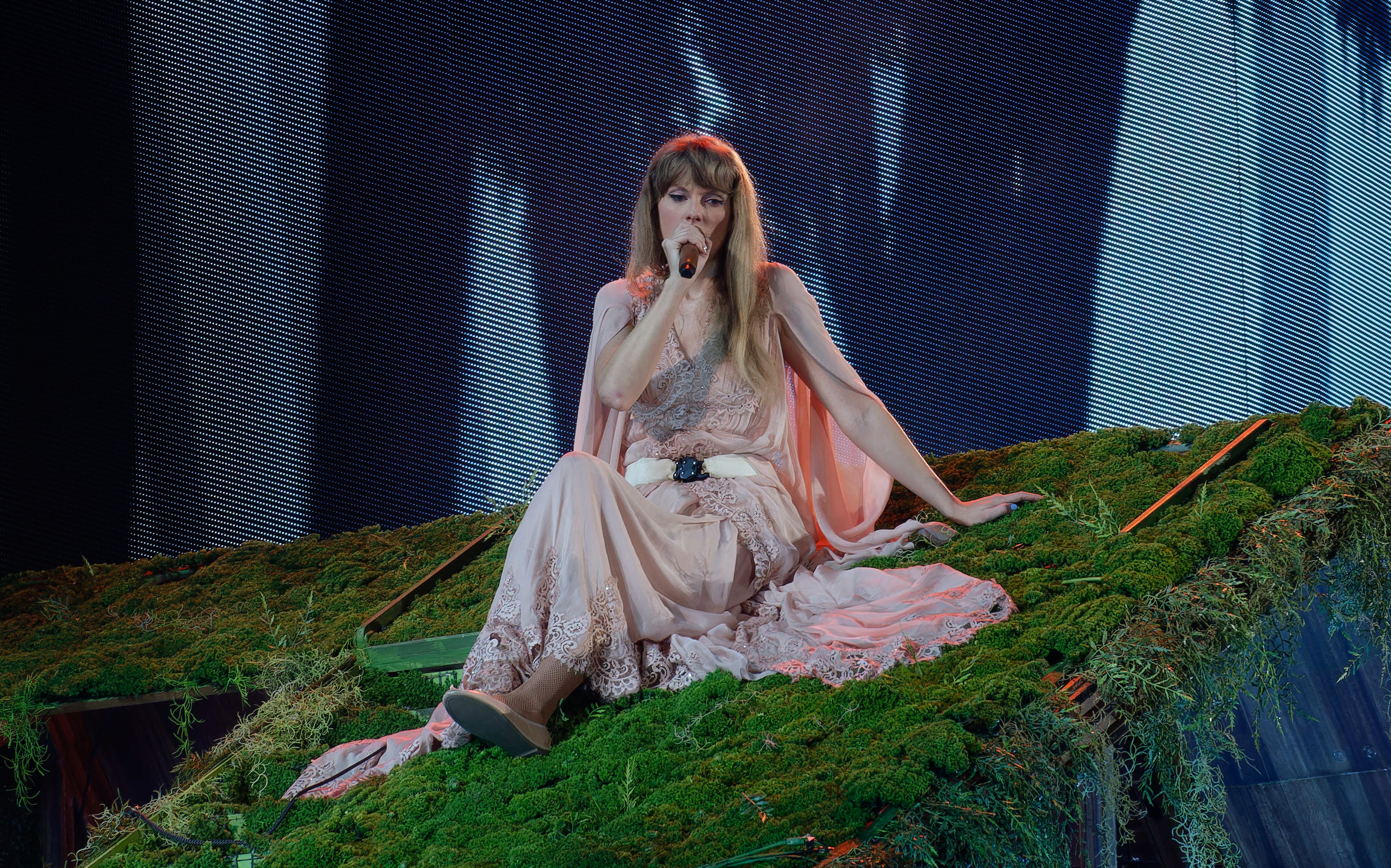
Swift tijdens de Folklore act in een jurk van Alberta Ferretti.

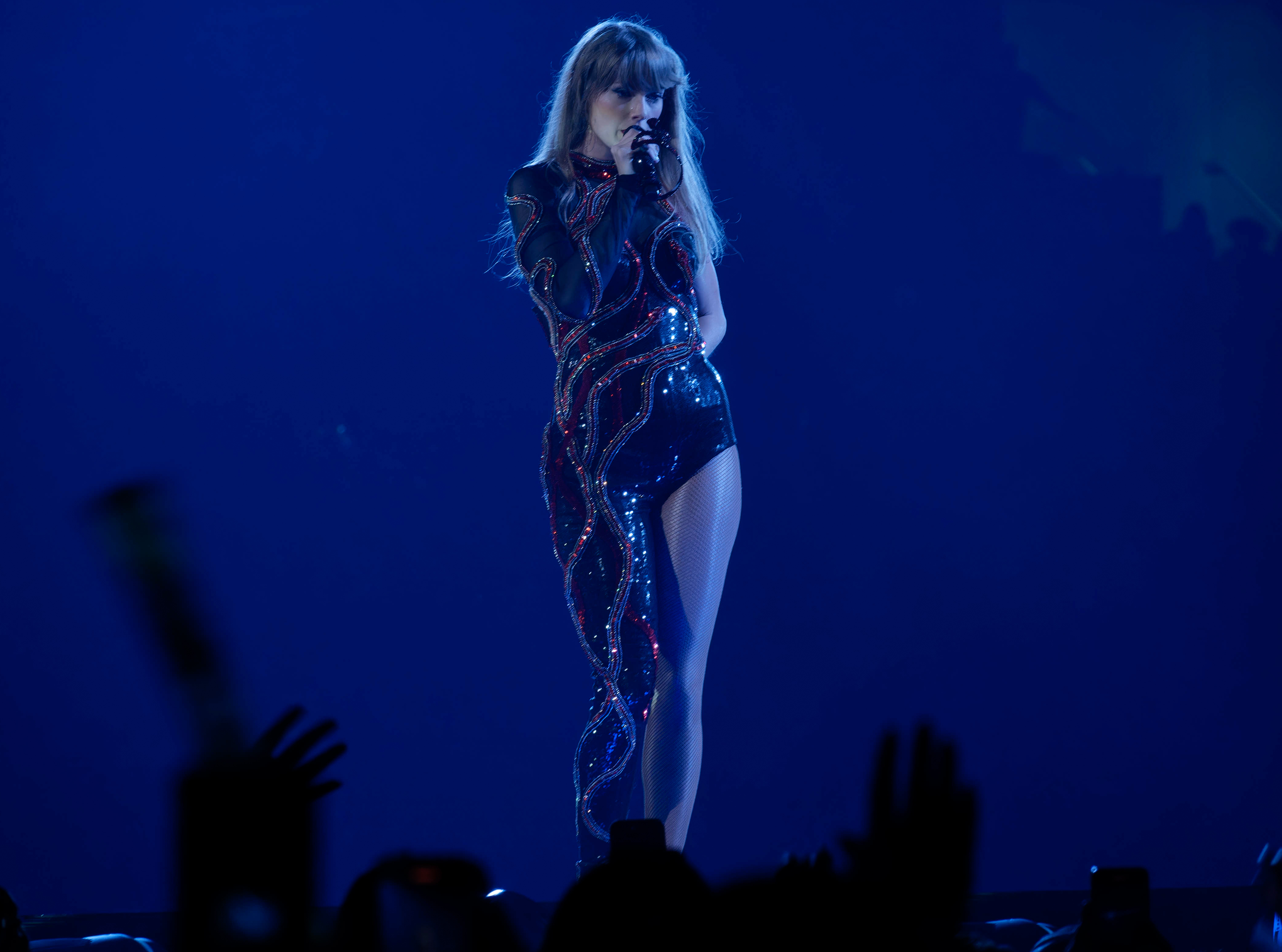
Swift tijdens de Reputation-act

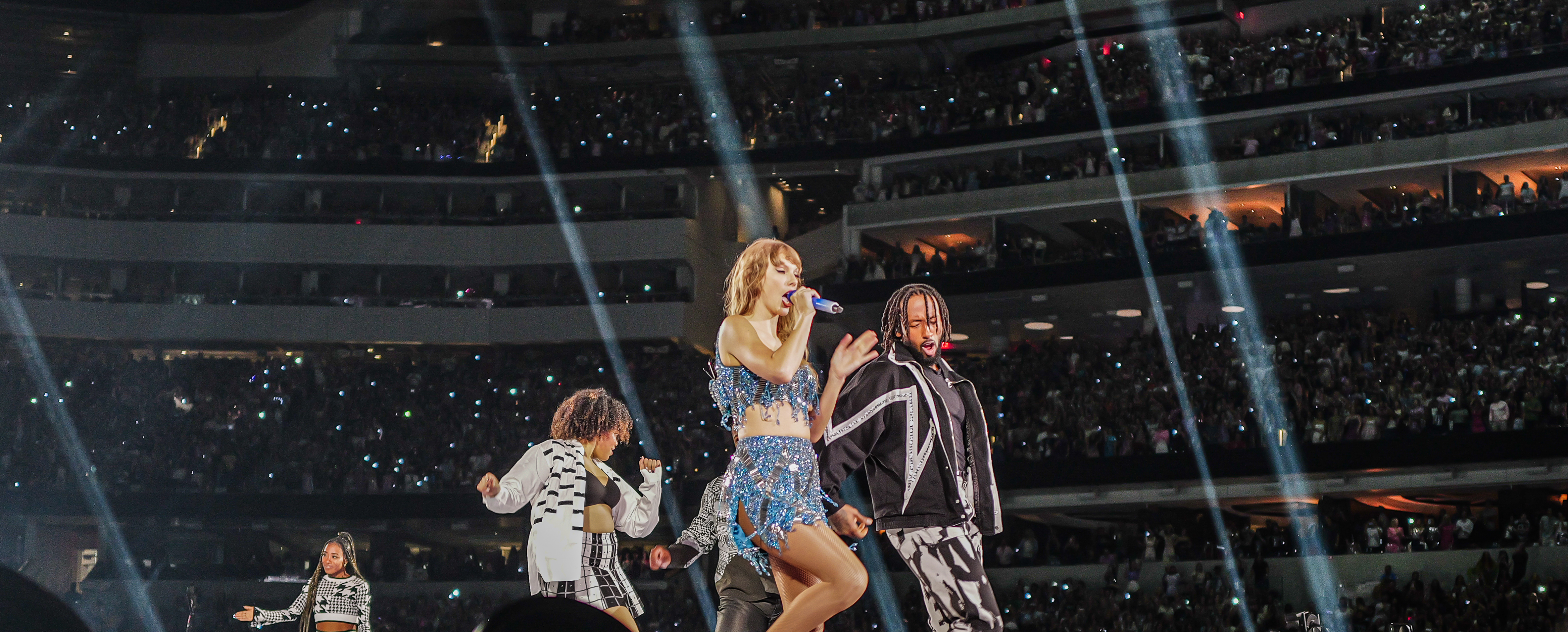
Swift tijdens de 1989-act

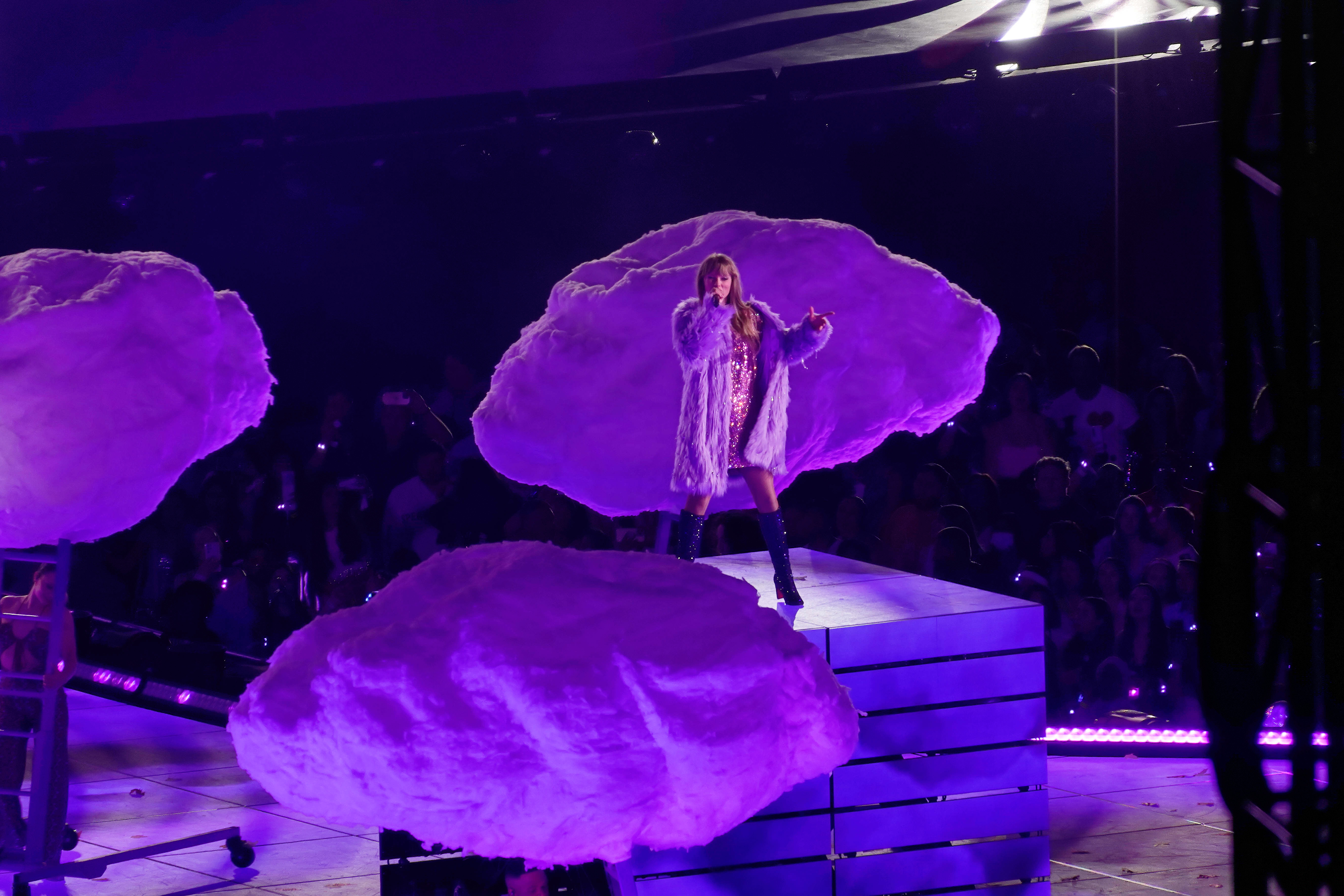
Swift tijdens het nummer "Lavender Haze", omringd door paarse wolken.

The Eras Tour is de zesde concerttournee van de Amerikaanse singer-songwriter Taylor Swift. Swift heeft niet getoerd voor haar studioalbums Lover (2019), Folklore (2020) en Evermore (2020) vanwege de COVID-19-pandemie, en lanceerde daarmee de Eras Tour ter ondersteuning van al haar albums, inclusief haar laatste, Midnights (2022). Nadat haar elfde album, The Tortured Poets Department (2024), was uitgekomen, voegde ze deze ook toe vanaf het Europese deel van de tournee.
Na de Reputation Stadium Tour van 2018 is het haar tweede tournee, dat enkel bestaat uit stadions. De Amerikaanse etappe begon op 17 maart 2023 in Glendale, Arizona.
Beschreven door Swift als een "reis door al mijn muzikale tijdperken", duurt de Eras Tour-show meer dan drie uur, bestaande uit uitvoeringen van 44 nummers verdeeld over 10 acts die Swift's studioalbums conceptueel weergeven. De tournee kreeg unaniem lovende commentaren, met de nadruk op het concept, de productie en Swifts muzikaliteit, zang, charisma, uithoudingsvermogen en veelzijdigheid als entertainer.
De tournee wordt ook wel eens omschreven als een Greatest Hits Tour, al kan dit ook tegengesproken worden, omdat de nadruk toch iets meer lag op de laatst verschenen albums van Swift.
Op 1 november werd de langverwachte tournee aangekondigd met enkel stadions in de VS. Per show zijn er twee voorprogramma's met enkel vrouwelijke artiesten zoals Paramore, Haim, Gayle, Phoebe Bridgers. Op veler verzoek werden op 4 november acht extra data in de VS toegevoegd aan bestaande steden, waardoor het totale aantal shows op 35 kwam. Door de grote vraag werden de volgende week nog 17 shows toegevoegd, waardoor de Eras Tour de grootste Amerikaanse tournee uit Swifts carrière werd, met 52 data, waarmee ze haar voorgaande Reputation Stadium Tour (38 data) overtrof; alle steden die deel uitmaken van de Eras Tour hadden nu twee of meer shows na de toevoegingen. Internationale data worden later bekend gemaakt. Billboard omschreef de aankondiging van de tournee als "de meest chaos-opwekkende tourneeaankondiging van het decennium".
Na verschillende speculaties op Twitter werd op 20 juni 2023 de Europese tournee aangekondigd die van start gaat in mei 2024. In de tournee zit een terugkeer naar Nederland, wat negen jaar geleden was. Ook staat de zangeres voor het eerst op het podium in Portugal, Polen, Oostenrijk en Zwitserland. De zangeres stopt niet in België. Er was een ongeziene vraag naar tickets voor de tournee. Volgens statistieken waren er drie miljoen mensen aangemeld voor tickets in Duitsland en een half miljoen in Dublin. Dankzij grote vraag werd er in Amsterdam een derde show toegevoegd. Deze shows waren nagenoeg binnen het uur allemaal uitverkocht. In Europa heeft Paramore in het voorprogramma van The Eras Tour gestaan.
De tournee eindigde op 8 december 2024 in Vancouver, Toronto.

## Impacts
De tournee bracht een concertfilm voort, die wereldwijd werd uitgebracht in de theaters en bioscopen. Het werd de meest bekeken concertfilm ooit, met een opbrengst van meer dan 230 miljoen euro.
De gehele tournee bracht een fortuin op, volgens het Amerikaans zakenblad Fortune zou de gehele tournee al 4,6 miljard dollar opgebracht hebben. Ook heeft de tournee een positieve impact op de regio's waar Taylor concerten geeft. Vele fans reizen af naar de steden, waar ze ook een overnachting boeken, en de plaatselijke economie steunen.

## Setlist

### Maart 2023 tot maart 2024
Het volgende is de setlist van de eerste show van de tournee op 17 maart 2023 in Glendale.  
Act I: Lover
1. "Miss Americana & the Heartbreak Prince"
2. "Cruel Summer"
3. "The Man"
4. "You Need to Calm Down"
5. "Lover"
6. "The Archer"

Act II: Fearless
1. "Fearless"
2. "You Belong with Me"
3. "Love Story"

Act III: Evermore
1. "'Tis the Damn Season"
2. "Willow"
3. "Marjorie"
4. "Champagne Problems"
5. "Tolerate It"

Act IV: Reputation
1. "...Ready for It?"
2. "Delicate"
3. "Don't Blame Me"
4. "Look What You Made Me Do"

Act V: Speak Now
1. "Enchanted"
2. "Long Live" (Sinds 7 juli 2023)

Act VI: Red
1. "22"
2. "We Are Never Ever Getting Back Together"
3. "I Knew You Were Trouble"
4. "All Too Well (10 Minute Version)"

Act VII: Folklore
1. "Seven" (spoken interlude)
2. "The 1"
3. "Betty"
4. "The Last Great American Dynasty"
5. "August"
6. "Illicit Affairs"
7. "My Tears Ricochet"
8. "Cardigan"

Act VIII: 1989
1. "Style"
2. "Blank Space"
3. "Shake It Off"
4. "Wildest Dreams"
5. "Bad Blood"

Act IX: Surprise songs
1. First surprise song
2. Second surprise song

Act X: Midnights
1. "Lavender Haze"
2. "Anti-Hero"
3. "Midnight Rain"
4. "Vigilante Shit"
5. "Bejeweled"
6. "Mastermind"
7. "Karma"

### Vanaf mei 2024
Het volgende is de setlist van de eerste show van de tournee op 9 mei 2024 in Nanterre.  
Act I: Lover
1. "Miss Americana & the Heartbreak Prince"
2. "Cruel Summer"
3. "The Man"
4. "You Need to Calm Down"
5. "Lover"

Act II: Fearless
1. "Fearless"
2. "You Belong with Me"
3. "Love Story"

Act III: Red
1. "22"
2. "We Are Never Ever Getting Back Together"
3. "I Knew You Were Trouble"
4. "All Too Well (10 Minute Version)"

Act IV: Speak Now
1. "Enchanted"

Act V: Reputation
1. "...Ready for It?"
2. "Delicate"
3. "Don't Blame Me"
4. "Look What You Made Me Do"

Act VI: Folklore en Evermore
1. "Cardigan"
2. "Betty"
3. "Champagne Problems"
4. "August"
5. "Illicit Affairs"
6. "My Tears Ricochet"
7. "Marjorie"
8. "Willow"

Act VII: 1989
1. "Style"
2. "Blank Space"
3. "Shake It Off"
4. "Wildest Dreams"
5. "Bad Blood"

Act VIII: The Tortured Poets Department
1. "But Daddy I Love Him"
2. "So High School"
3. "Who's Afraid of Little Old Me?"
4. "Down Bad"
5. "Fortnight"
6. "The Smallest Man Who Ever Lived"
7. "I Can Do It with a Broken Heart"

Act IX: Surprise songs
1. First surprise song
2. Second surprise song

Act X: Midnights
1. "Lavender Haze"
2. "Anti-Hero"
3. "Midnight Rain"
4. "Vigilante Shit"
5. "Bejeweled"
6. "Mastermind"
7. "Karma"

### Surprise songs
Swift voerde twee nummers uit als "verrassingsnummers" in de negende set, de eerste op een akoestische gitaar en de tweede op een piano - met unieke nummerkeuzes van verschillende albums bij elke show.
- 17 maart – Glendale: "Mirrorball" en " Tim McGraw "
- 18 maart - Glendale: "This Is Me Trying" en "State of Grace"
- 24 maart - Las Vegas: "Our Song" en "Snow on the Beach"
- 25 maart - Las Vegas: "Cowboy like Me" (met speciale gast Marcus Mumford ) en " White Horse "
- 31 maart - Arlington: "Sad Beautiful Tragic" en " Ours "
- 1 april - Arlington: "Death by a Thousand Cuts" en "Clean"
- 2 april - Arlington: "Jump then Fall" en "The Lucky One"
- 13 april – Tampa: "Speak Now" en "Treacherous"
- 14 april – Tampa: "The Great War" (met Aaron Dessner) en "You're on Your Own, Kid"
- 15 april – Tampa: "Mad Woman" (met Aaron Dessner) en "Mean"
- 21 april – Houston: "Wonderland" en "You're Not Sorry"
- 22 april – Houston: "A Place in This World" en "Today Was a Fairytale"
- 23 april – Houston: "Begin Again" en "Cold as You"
- 28 april – Atlanta: "The Other Side of the Door" en "Coney Island"
- 29 april – Atlanta: "High Infidelity" en "Gorgeous"
- 30 april – Atlanta: "I Bet You Think About Me" en "How You Get the Girl"
- 5 mei – Nashville: "Sparks Fly" en "Teardrops on My Guitar"
- 6 mei - Nashville: "Out of the Woods" en "Fifteen"
- 7 mei – Nashville: "Would've, Could've, Should've" (met Aaron Dessner) en "Mine"
- 12 mei – Philadelphia: "Gold Rush" en "Come Back... Be Here"
- 13 mei – Philadelphia: "Forever & Always" en "This Love"
- 14 mei – Philadelphia: "Hey Stephen" en "The Best Day"
- 19 mei – Foxborough: "Should've Said No" en "Better Man"
- 20 mei – Foxborough: "Question...?" en "Invisible"
- 21 mei – Foxborough: "I Think He Knows" en "Red"
- 26 mei – East Rutherford: "Getaway Car" (with Jack Antonoff) en "Maroon"
- 27 mei – East Rutherford: "Holy Ground" en "False God"
- 28 mei – East Rutherford: "Welcome to New York" en "Clean"
- 2 juni – Chicago: "I Wish You Would" en "The Lakes"
- 3 juni – Chicago: "You All Over Me" (met Maren Morris) en "I Don't Wanna Live Forever"
- 4 juni – Chicago: "Hits Different" en "The Moment I Knew"
- 9 juni – Detroit: "Haunted" en "I Almost Do"
- 10 juni – Detroit: "All You Had to Do Was Stay" en "Breathe"
- 16 juni - Pittsburgh: "Mr. Perfectly Fine" & "The Last Time"
- 17 juni - Pittsburgh: "Seven" (met Aaron Dessner) en "The Story of Us"
- 23 juni - Minneapolis: "Paper Rings" en "If This Was a Movie"
- 23 juni - Minneapolis: "Dear John" en "Daylight"
- 30 juni - Cincinnati: "I'm Only Me When I'm With You" en "Evermore"
- 1 juli - Cincinnati: "Ivy" (met Aaron Dessner), "I Miss You, I'm Sorry" (met Gracie Abrams) en "Call It What You Want"
- 7 juli - Kansas City: "Never Grow Up" en "When Emma Falls in Love"
- 8 juli - Kansas City: "Last Kiss" en "Dorothea"
- 14 juli - Denver: "Picture to Burn" en "Timeless"
- 15 juli - Denver: "Starlight" en "Back to December"
- 22 juli - Seattle: "This Is Why We Can't Have Nice Things" en "Everything Has Changed"
- 23 juli - Seattle: "Message in a Bottle" en "Tied Together With a Smile"
- 28 juli - Santa Clara: "Right Where You Left Me" en "Castles Crumbling"
- 29 juli - Santa Clara: "Stay Stay Stay" en "All Of The Girls You've Loved Before"
- 3 augustus - Los Angeles: “I Can See You” en “Maroon”
- 4 augustus - Los Angeles: "Our Song" and "You Are in Love"
- 5 augustus – Los Angeles: "Death by a Thousand Cuts" en "You're on Your Own, Kid"
- 7 augustus – Los Angeles: "Dress" en "Exile"
- 8 augustus – Los Angeles: "I Know Places" en "King of My Heart"
- 9 augustus – Los Angeles: "New Romantics" en "New Year's Day"
- 24 augustus – Mexico-Stad: "I Forgot That You Existed" en "Sweet Nothing"
- 25 augustus – Mexico-Stad: "Tell Me Why" en "Snow on the Beach"
- 26 augustus – Mexico-Stad: "Cornelia Street" en "You're on Your Own, Kid"
- 27 augustus – Mexico-Stad: "Afterglow" en "Maroon"
- 9 november – Buenos Aires: "The Very First Night" en "Labyrinth"
- 11 november – Buenos Aires: "Is It Over Now?" / "Out of the Woods" en "End Game"
- 12 november – Buenos Aires: "Better than Revenge" en "'Slut!'"
- 17 november – Rio de Janeiro: "Stay Beautiful" en "Suburban Legends"
- 19 november – Rio de Janeiro: "Dancing with Our Hands Tied" en "Bigger Than the Whole Sky"
- 20 november – Rio de Janeiro: "Me!" en "So It Goes..."
- 24 november – São Paulo: "Now That We Don't Talk" en "Innocent"
- 25 november – São Paulo: "Safe & Sound" en "Untouchable"
- 26 november – São Paulo: "Say Don't Go" en "It's Time to Go"
- 7 februari – Tokio: "Dear Reader" en "Holy Ground"
- 8 februari – Tokio: "Eyes Open" en "Electric Touch"
- 9 februari – Tokio: "Superman" en "The Outside"
- 10 februari – Tokio: "Come In with the Rain" en "You're on Your Own, Kid"
- 16 februari – Melbourne: "Red" en "You're Losing Me"
- 17 februari – Melbourne: "Getaway Car" / "August" / "The Other Side of the Door" en "This Is Me Trying"
- 18 februari – Melbourne: "Come Back... Be Here" / "Daylight" en "Teardrops on My Guitar"
- 23 februari – Sydney: "How You Get The Girl" en "White Horse" / "Coney Island" (met Sabrina Carpenter)
- 24 februari – Sydney: "Should've Said No" / "You're Not Sorry" en "New Year's Day" / "Peace"
- 25 februari – Sydney: "Is It Over Now?" / "I Wish You Would" en "Haunted" / "Exile"
- 26 februari – Sydney: "Would've, Could've, Should've" / "Ivy" and "Forever en Always" / "Maroon"
- 2 maart – Singapore: "Mine" / "Starlight" en "I Don't Wanna Live Forever" / "Dress"
- 3 maart – Singapore: "Long Story Short" / "The Story of Us" en "Clean" / "Evermore"
- 4 maart – Singapore: "Foolish One" / "Tell Me Why" en "This Love" / "Call It What You Want"
- 7 maart – Singapore: "Death By A Thousand Cuts" / "Babe" en "Fifteen" / "You're on Your Own, Kid"
- 8 maart – Singapore: "Sparks Fly" / "Gold Rush" en "False God" / "'Slut!'"
- 9 maart – Singapore: "Tim McGraw" / "Cowboy like Me" en "Mirrorball" / "Epiphany"
- 9 mei – Parijs: "Paris" en "Loml"
- 10 mei – Parijs: "Is It Over Now?" / "Out of the Woods" en "My Boy Only Breaks His Favorite Toys"
- 11 mei – Parijs: "Hey Stephen" en "Maroon"
- 12 mei – Parijs: "The Alchemy" / "Treacherous" en "Begin Again" / "Paris"
- 17 mei – Stockholm: "I Think He Knows" / "Gorgeous" en "Peter"
- 18 mei – Stockholm: "Guilty as sin?" en "Say Don't Go" / "Welcome to New York" / "Clean"
- 19 mei – Stockholm: "Message in a Bottle" / "How You Get the Girl" / "New Romantics" en "How Did It End?"
- 24 mei – Lissabon: "Come Back... Be Here" / "The Way I Loved You" / "The Other Side of the Door" en "Fresh Out The Slammer" / "High Infidelity"
- 25 mei – Lissabon: "The Tortured Poets Department" / "Now That We Don't Talk" en "You're On Your Own, Kid" / "Long Live"
- 29 mei – Madrid: "Sparks Fly" / "I Can Fix Him (No Really I Can)" en " I Look in People's Windows" / "Snow on the Beach"
- 30 mei – Madrid: "Our Song" / "Jump Then Fall" en "King of My Heart"
- 2 juni – Lyon: "The Prophecy" / "long story short" en "Fifteen" / "You're On Your Own, Kid"
- 3 juni – Lyon: "Glitch" / "Everything Has Changed" en "Chloe or Sam or Sophia or Marcus"
- 7 juni – Edinburgh: "Would've, Could've, Should've" / "I Know Places" en "'tis the damn season" / "Daylight"
- 8 juni – Edinburgh: "The Bolter" / "Getaway Car" en "All Of The Girls You Loved Before" / "Crazier"
- 9 juni – Edinburgh: "It's Nice to Have A Friend" / "dorothea" en "Haunted" / "exile"
- 13 juni – Liverpool: "I Can See You" / "Mine" en "Cornelia Street" / "Maroon"
- 14 juni – Liverpool: "This Is What You Came For" / "gold rush" en "The Great War" / "You're Losing Me"
- 15 juni – Liverpool:  "Carolina" / "no body, no crime" en "The Manuscript" / "Red"
- 18 juni – Cardiff: "I Forgot That You Existed" / "This Is Why We Can't Have Nice Things" en "I Hate It Here" / "the lakes"
- 21 juni – Londen: "Death by a Thousand Cuts" / "Hits Different" en "The Black Dog" / "Come Back... Be Here" / "Maroon"
- 22 juni – Londen: "thanK you aIMee" / "Mean" en "Castles Crumbling"
- 23 juni – Londen: "us." featuring Gracie Abrams en "Out of the Woods" / "Is It Over Now?" / "Clean"
- 28 juni – Dublin: "State Of Grace" / "You're On Your Own, Kid" en "Sweet Nothing" / "hoax"
- 29 juni – Dublin: "The Albatross" / "Dancing With Our Hands Tied" en "This Love" / "Ours"
- 30 juni – Dublin: "Clara Bow" / "The Lucky One" en "You're On Your Own, Kid"
- 4 juli – Amsterdam: "Guilty As Sin?" / "Untouchable" en "The Archer" / "Question...?"
- 5 juli – Amsterdam: "imgonnagetyouback" / "Dress" en "You Are In Love" / "cowboy like me"
- 6 juli – Amsterdam: "Sweeter Than Fiction" / "Holy Ground" en "Mary's Song" / "So High School" / "Everything Has Changed"
- 9 juli – Zürich: "All You Had To Do Was Stay" / "right where you left me" en "Sad, Beautiful, Tragic" / "Last Kiss"
- 10 juli – Zürich: "A Perfectly Good Heart" / "closure" and "Never Grow Up" / "Robin"
- 13 juli – Milaan: "the 1" / "Wonderland" en "I Almost Do" / "The Moment I Knew"
- 14 juli – Milaan: "Red" / "Mr Perfectly Fine" en "Getaway Car" / "Out of the Woods"
- 17 juli – Gelsenkirchen: "Superstar" / "invisible string" en "Slut!" / "False God"
- 18 juli – Gelsenkirchen: "Hey Stephen" / "Speak Now" en "this is me trying" / "Labyrinth"
- 19 juli – Gelsenkirchen: "Paper Rings" / "Stay Stay Stay" en "Better Man" / "it's time to go"
- 23 juli – Hamburg: "Teardrops on My Guitar" / "The Last Time" en "We Were Happy" / "Happiness"
- 24 juli – Hamburg: "The Last Great American Dynasty" / "Run" en "Nothing New" / "Dear Reader"
- 27 juli – Munich: "Fresh Out the Slammer" / "You Are in Love" en "Ivy" / "Call It What You Want"
- 28 juli – Munich: "I Don't Wanna Live Forever" / "Imgonnagetyouback" en "Loml" / "Don't You"
- 1 augustus – Warschau: "Mirrorball" / "Clara Bow" en "Suburban Legends" / "New Year's Day"
- 2 augustus – Warschau: "I Can Fix Him (No Really I Can)" / "I Can See You" en "Red" / "Maroon"
- 3 augustus – Warschau: "Today Was a Fairytale" / "I Think He Knows" en "The Black Dog" / "Exile"
- 15 augustus – Londen: "Everything Has Changed" / "End Game" / "Thinking Out Loud" (met Ed Sheeran) en "King of My Heart" / "The Alchemy"
- 16 augustus – Londen: "London Boy" en "Dear John" / "Sad Beautiful Tragic"
- 17 augustus – Londen: "I Did Something Bad" en "My Boy Only Breaks His Favorite Toys" / "Coney Island"
- 19 augustus – Londen: "Long Live" / "Change" en "The Archer" / "You're on Your Own, Kid"
- 20 augustus – Londen: "Death by a Thousand Cuts" / "Getaway Car" (met Jack Antonoff) en "So Long, London"
- 18 oktober – Miami: "Tim McGraw" / "Timeless" en "This Is Me Trying" / "Daylight"
- 19 oktober – Miami: "Should've Said No" / "I Did Something Bad" en "Loml" / "White Horse"
- 20 oktober – Miami: "Out of the Woods" / "All You Had to Do Was Stay" en "Mirrorball" / "Guilty as Sin?"
- 25 oktober – New Orleans: "Our Song" / "Call It What You Want" en "The Black Dog" / "Haunted"
- 26 oktober – New Orleans: "Espresso" / "Is It Over Now?" / "Please Please Please" (with Sabrina Carpenter) en "Hits Different" / "Welcome to New York"
- 27 oktober – New Orleans: "Afterglow" / "Dress" en "How You Get the Girl" / "Clean"
- 1 november – Indianapolis: "The Albatross" / "Holy Ground" en "Cold as You" / "Exile"
- 2 november – Indianapolis: "The Prophecy" / "This Love" en "Maroon" / "Cowboy Like Me"
- 3 november – Indianapolis: "Cornelia Street" / "The Bolter" en "Death by a Thousand Cuts" / "The Great War"
- 14 November – Toronto: "My Boy Only Breaks His Favorite Toys" / "This Is Why We Can't Have Nice Things" en "False God" / "'Tis the Damn Season"
- 15 november – Toronto: "I Don't Wanna Live Forever" / "Mine" en "Evermore" / "Peter"
- 16 november – Toronto: "Us" / "Out of the Woods" (met  Gracie Abrams) en "You're On Your Own, Kid" / "Long Story Short"

## Shows
| Datum                 | Stad                  | Land                  | Arena                           | Opening acts                  |                       |
| Leg 1 - Noord-Amerika | Leg 1 - Noord-Amerika | Leg 1 - Noord-Amerika | Leg 1 - Noord-Amerika           | Leg 1 - Noord-Amerika         | Leg 1 - Noord-Amerika |
| --------------------- | --------------------- | --------------------- | ------------------------------- | ----------------------------- | --------------------- |
| 17 maart              | Glendale              | Verenigde Staten      | State Farm Stadium              | Paramore Gayle                |                       |
| 18 maart              | Glendale              | Verenigde Staten      | State Farm Stadium              | Paramore Gayle                |                       |
| 24 maart              | Paradise              | Verenigde Staten      | Allegiant Stadium               |                               |                       |
| 25 maart              | Paradise              | Verenigde Staten      | Allegiant Stadium               |                               |                       |
| 31 maart              | Arlington             | Verenigde Staten      | AT&T Stadium                    | Muna Gayle                    |                       |
| 1 april               | Arlington             | Verenigde Staten      | AT&T Stadium                    | Beabadoobee Gracie Abrams     |                       |
| 2 april               | Arlington             | Verenigde Staten      | AT&T Stadium                    | Beabadoobee Gracie Abrams     |                       |
| 13 april              | Tampa                 | Verenigde Staten      | Raymond James Stadium           | Beabadoobee Gayle             |                       |
| 14 april              | Tampa                 | Verenigde Staten      | Raymond James Stadium           | Beabadoobee Gracie Abrams     |                       |
| 15 april              | Tampa                 | Verenigde Staten      | Raymond James Stadium           | Beabadoobee Gracie Abrams     |                       |
| 21 april              | Houston               | Verenigde Staten      | NRG Stadium                     | Beabadoobee Gracie Abrams     |                       |
| 22 april              | Houston               | Verenigde Staten      | NRG Stadium                     | Beabadoobee Gracie Abrams     |                       |
| 23 april              | Houston               | Verenigde Staten      | NRG Stadium                     | Beabadoobee Gracie Abrams     |                       |
| 28 april              | Atlanta               | Verenigde Staten      | Mercedes-Benz Stadium           | Beabadoobee Gracie Abrams     |                       |
| 29 april              | Atlanta               | Verenigde Staten      | Mercedes-Benz Stadium           | Beabadoobee Gracie Abrams     |                       |
| 30 april              | Atlanta               | Verenigde Staten      | Mercedes-Benz Stadium           | Muna Gayle                    |                       |
| 5 mei                 | Nashville             | Verenigde Staten      | Nissan Stadium                  | Phoebe Bridgers Gracie Abrams |                       |
| 6 mei                 | Nashville             | Verenigde Staten      | Nissan Stadium                  | Phoebe Bridgers Gayle         |                       |
| 7 mei                 | Nashville             | Verenigde Staten      | Nissan Stadium                  |                               |                       |
| 12 mei                | Philadelphia          | Verenigde Staten      | Lincoln Financial Field         | Phoebe Bridgers Gayle         |                       |
| 13 mei                | Philadelphia          | Verenigde Staten      | Lincoln Financial Field         | Phoebe Bridgers Gayle         |                       |
| 14 mei                | Philadelphia          | Verenigde Staten      | Lincoln Financial Field         | Phoebe Bridgers Gracie Abrams |                       |
| 19 mei                | Foxborough            | Verenigde Staten      | Gillette Stadium                | Phoebe Bridgers Gayle         |                       |
| 20 mei                | Foxborough            | Verenigde Staten      | Gillette Stadium                | Phoebe Bridgers Gayle         |                       |
| 21 mei                | Foxborough            | Verenigde Staten      | Gillette Stadium                | Phoebe Bridgers Gracie Abrams |                       |
| 26 mei                | East Rutherford       | Verenigde Staten      | MetLife Stadium                 | Phoebe Bridgers Gayle         |                       |
| 27 mei                | East Rutherford       | Verenigde Staten      | MetLife Stadium                 | Phoebe Bridgers Gracie Abrams |                       |
| 28 mei                | East Rutherford       | Verenigde Staten      | MetLife Stadium                 | Phoebe Bridgers Owenn         |                       |
| 2 juni                | Chicago               | Verenigde Staten      | Soldier Field                   | Girl in Red Owenn             |                       |
| 3 juni                | Chicago               | Verenigde Staten      | Soldier Field                   | Girl in Red Owenn             |                       |
| 4 juni                | Chicago               | Verenigde Staten      | Soldier Field                   | Muna Gracie Abrams            |                       |
| 9 juni                | Detroit               | Verenigde Staten      | Ford Field                      | Girl in Red Gracie Abrams     |                       |
| 10 juni               | Detroit               | Verenigde Staten      | Ford Field                      | Girl in Red Owenn             |                       |
| 16 juni               | Pittsburgh            | Verenigde Staten      | Acrisure Stadium                | Girl in Red Gracie Abrams     |                       |
| 17 juni               | Pittsburgh            | Verenigde Staten      | Acrisure Stadium                | Girl in Red Owenn             |                       |
| 23 juni               | Minneapolis           | Verenigde Staten      | U.S. Bank Stadium               | Girl in Red Gracie Abrams     |                       |
| 24 juni               | Minneapolis           | Verenigde Staten      | U.S. Bank Stadium               | Girl in Red Owenn             |                       |
| 30 juni               | Cincinnati            | Verenigde Staten      | Paycor Stadium                  | Muna Gracie Abrams            |                       |
| 1 juli                | Cincinnati            | Verenigde Staten      | Paycor Stadium                  | Muna Gracie Abrams            |                       |
| 7 juli                | Kansas City           | Verenigde Staten      | GEHA Field at Arrowhead Stadium | Muna Gracie Abrams            |                       |
| 8 juli                | Kansas City           | Verenigde Staten      | GEHA Field at Arrowhead Stadium | Muna Gracie Abrams            |                       |
| 14 juli               | Denver                | Verenigde Staten      | Empower Field at Mile High      | Muna Gracie Abrams            |                       |
| 15 juli               | Denver                | Verenigde Staten      | Empower Field at Mile High      | Muna Gracie Abrams            |                       |
| 22 juli               | Seattle               | Verenigde Staten      | Lumen Field                     | Haim Gracie Abrams            |                       |
| 23 juli               | Seattle               | Verenigde Staten      | Lumen Field                     | Haim Gracie Abrams            |                       |
| 28 juli               | Santa Clara           | Verenigde Staten      | Levi's Stadium                  | Haim Gracie Abrams            |                       |
| 29 juli               | Santa Clara           | Verenigde Staten      | Levi's Stadium                  | Haim Gracie Abrams            |                       |
| 3 augustus            | Inglewood             | Verenigde Staten      | SoFi Stadium                    | Haim Gracie Abrams            |                       |
| 4 augustus            | Inglewood             | Verenigde Staten      | SoFi Stadium                    | Haim Owenn                    |                       |
| 5 augustus            | Inglewood             | Verenigde Staten      | SoFi Stadium                    | Haim Gayle                    |                       |
| 8 augustus            | Inglewood             | Verenigde Staten      | SoFi Stadium                    | Haim Gracie Abrams            |                       |
| 9 augustus            | Inglewood             | Verenigde Staten      | SoFi Stadium                    | Haim Gayle                    |                       |
| 24 augustus           | Mexico-Stad           | Mexico                | Foro Sol                        | Sabrina Carpenter             |                       |
| 25 augustus           | Mexico-Stad           | Mexico                | Foro Sol                        | Sabrina Carpenter             |                       |
| 26 augustus           | Mexico-Stad           | Mexico                | Foro Sol                        | Sabrina Carpenter             |                       |
| 27 augustus           | Mexico-Stad           | Mexico                | Foro Sol                        | Sabrina Carpenter             |                       |
| 9 november            | Buenos Aires          | Argentinië            | Estadio River Plate             | Sabrina Carpenter             |                       |
| 10 november           | Buenos Aires          | Argentinië            | Estadio River Plate             | Sabrina Carpenter             |                       |
| 11 november           | Buenos Aires          | Argentinië            | Estadio River Plate             | Sabrina Carpenter             |                       |
| 17 november           | Rio de Janeiro        | Brazil                | Estádio Olímpico Nilton Santos  | Sabrina Carpenter             |                       |
| 18 november           | Rio de Janeiro        | Brazil                | Estádio Olímpico Nilton Santos  | Sabrina Carpenter             |                       |
| 19 november           | Rio de Janeiro        | Brazil                | Estádio Olímpico Nilton Santos  | Sabrina Carpenter             |                       |
| 24 november           | São Paulo             | Brazil                | Allianz Parque                  | Sabrina Carpenter             |                       |
| 25 november           | São Paulo             | Brazil                | Allianz Parque                  | Sabrina Carpenter             |                       |
| 26 november           | São Paulo             | Brazil                | Allianz Parque                  | Sabrina Carpenter             |                       |

| Datum       | Stad          | Land                | Arena                      | Opening acts      |
| ----------- | ------------- | ------------------- | -------------------------- | ----------------- |
| 7 februari  | Tokio         | Japan               | Tokyo Dome                 |                   |
| 8 februari  | Tokio         | Japan               | Tokyo Dome                 |                   |
| 9 februari  | Tokio         | Japan               | Tokyo Dome                 |                   |
| 10 februari | Tokio         | Japan               | Tokyo Dome                 |                   |
| 16 februari | Melbourne     | Australië           | Melbourne Cricket Ground   | Sabrina Carpenter |
| 17 februari | Melbourne     | Australië           | Melbourne Cricket Ground   | Sabrina Carpenter |
| 23 februari | Sydney        | Australië           | Accor Stadium              | Sabrina Carpenter |
| 24 februari | Sydney        | Australië           | Accor Stadium              | Sabrina Carpenter |
| 25 februari | Sydney        | Australië           | Accor Stadium              | Sabrina Carpenter |
| 2 maart     | Singapore     | Singapore           | Singapore National Stadium | Sabrina Carpenter |
| 3 maart     | Singapore     | Singapore           | Singapore National Stadium | Sabrina Carpenter |
| 4 maart     | Singapore     | Singapore           | Singapore National Stadium | Sabrina Carpenter |
| 7 maart     | Singapore     | Singapore           | Singapore National Stadium | Sabrina Carpenter |
| 8 maart     | Singapore     | Singapore           | Singapore National Stadium | Sabrina Carpenter |
| 9 maart     | Singapore     | Singapore           | Singapore National Stadium | Sabrina Carpenter |
| 9 mei       | Parijs        | Frankrijk           | Paris La Défense Arena     | Paramore          |
| 10 mei      | Parijs        | Frankrijk           | Paris La Défense Arena     | Paramore          |
| 11 mei      | Parijs        | Frankrijk           | Paris La Défense Arena     | Paramore          |
| 12 mei      | Parijs        | Frankrijk           | Paris La Défense Arena     | Paramore          |
| 17 mei      | Stockholm     | Zweden              | Friends Arena              | Paramore          |
| 18 mei      | Stockholm     | Zweden              | Friends Arena              | Paramore          |
| 19 mei      | Stockholm     | Zweden              | Friends Arena              | Paramore          |
| 24 mei      | Lissabon      | Portugal            | Estádio da Luz             | Paramore          |
| 25 mei      | Lissabon      | Portugal            | Estádio da Luz             | Paramore          |
| 30 mei      | Madrid        | Spanje              | Estadio Santiago Bernabéu  | Paramore          |
| 2 juni      | Lyon          | Frankrijk           | Groupama Stadium           | Paramore          |
| 3 juni      | Lyon          | Frankrijk           | Groupama Stadium           | Paramore          |
| 7 juni      | Edinburgh     | Verenigd Koninkrijk | BT Murrayfield Stadium     | Paramore          |
| 8 juni      | Edinburgh     | Verenigd Koninkrijk | BT Murrayfield Stadium     | Paramore          |
| 9 juni      | Edinburgh     | Verenigd Koninkrijk | BT Murrayfield Stadium     | Paramore          |
| 13 juni     | Liverpool     | Verenigd Koninkrijk | Anfield                    | Paramore          |
| 14 juni     | Liverpool     | Verenigd Koninkrijk | Anfield                    | Paramore          |
| 15 juni     | Liverpool     | Verenigd Koninkrijk | Anfield                    | Paramore          |
| 18 juni     | Cardiff       | Verenigd Koninkrijk | Principality Stadium       | Paramore          |
| 21 juni     | Londen        | Verenigd Koninkrijk | Wembley Stadion            | Paramore          |
| 22 juni     | Londen        | Verenigd Koninkrijk | Wembley Stadion            | Paramore Griff    |
| 28 juni     | Dublin        | Ierland             | Aviva Stadium              | Paramore          |
| 29 juni     | Dublin        | Ierland             | Aviva Stadium              | Paramore          |
| 30 juni     | Dublin        | Ierland             | Aviva Stadium              | Paramore          |
| 4 juli      | Amsterdam     | Nederland           | Johan Cruijff ArenA        | Paramore          |
| 5 juli      | Amsterdam     | Nederland           | Johan Cruijff ArenA        | Paramore          |
| 6 juli      | Amsterdam     | Nederland           | Johan Cruijff ArenA        | Paramore          |
| 9 juli      | Zürich        | Zwitserland         | Letzigrund                 | Paramore          |
| 10 juli     | Zürich        | Zwitserland         | Letzigrund                 | Paramore          |
| 13 juli     | Milaan        | Italië              | Stadio Giuseppe Meazza     | Paramore          |
| 14 juli     | Milaan        | Italië              | Stadio Giuseppe Meazza     | Paramore          |
| 17 juli     | Gelsenkirchen | Duitsland           | Veltins-Arena              | Paramore          |
| 18 juli     | Gelsenkirchen | Duitsland           | Veltins-Arena              | Paramore          |
| 19 juli     | Gelsenkirchen | Duitsland           | Veltins-Arena              | Paramore          |
| 23 juli     | Hamburg       | Duitsland           | Volksparkstadion           | Paramore          |
| 24 juli     | Hamburg       | Duitsland           | Volksparkstadion           | Paramore          |
| 27 juli     | München       | Duitsland           | Olympiastadion             | Paramore          |
| 28 juli     | München       | Duitsland           | Olympiastadion             | Paramore          |
| 1 augustus  | Warschau      | Polen               | PGE Narodowy               | Paramore          |
| 2 augustus  | Warschau      | Polen               | PGE Narodowy               | Paramore          |
| 3 augustus  | Warschau      | Polen               | PGE Narodowy               | Paramore          |
| 15 augustus | Londen        | Verenigd Koninkrijk | Wembley Stadion            | Paramore          |
| 16 augustus | Londen        | Verenigd Koninkrijk | Wembley Stadion            | Paramore          |
| 17 augustus | Londen        | Verenigd Koninkrijk | Wembley Stadion            | Paramore          |
| 18 oktober  | Miami         | Verenigde Staten    | Hard Rock Stadium          | Gracie Abrams     |
| 19 oktober  | Miami         | Verenigde Staten    | Hard Rock Stadium          | Gracie Abrams     |
| 20 oktober  | Miami         | Verenigde Staten    | Hard Rock Stadium          | Gracie Abrams     |
| 25 oktober  | New Orleans   | Verenigde Staten    | Caesars Superdome          | Gracie Abrams     |
| 26 oktober  | New Orleans   | Verenigde Staten    | Caesars Superdome          | Gracie Abrams     |
| 27 oktober  | New Orleans   | Verenigde Staten    | Caesars Superdome          | Gracie Abrams     |
| 1 november  | Indianapolis  | Verenigde Staten    | Lucas Oil Stadium          | Gracie Abrams     |
| 2 november  | Indianapolis  | Verenigde Staten    | Lucas Oil Stadium          | Gracie Abrams     |
| 3 november  | Indianapolis  | Verenigde Staten    | Lucas Oil Stadium          | Gracie Abrams     |
| 14 november | Toronto       | Canada              | Rogers Centre              | Gracie Abrams     |
| 15 november | Toronto       | Canada              | Rogers Centre              | Gracie Abrams     |
| 16 november | Toronto       | Canada              | Rogers Centre              | Gracie Abrams     |
| 21 november | Toronto       | Canada              | Rogers Centre              | Gracie Abrams     |
| 22 november | Toronto       | Canada              | Rogers Centre              | Gracie Abrams     |
| 23 november | Toronto       | Canada              | Rogers Centre              | Gracie Abrams     |
| 6 december  | Vancouver     | Canada              | BC Place                   | Gracie Abrams     |
| 7 december  | Vancouver     | Canada              | BC Place                   | Gracie Abrams     |
| 8 december  | Vancouver     | Canada              | BC Place                   | Gracie Abrams     |

### Notities
- Tijdens de drie shows die in Arlington werden gespeeld, verving "The 1" "Invisible String" op de setlist. Deze verandering hield de rest van de leg in de VS stand.
- "Long Live" werd toegevoegd aan de setlist na "Enchanted" als onderdeel van de Speak Now act na de release van Speak Now (Taylor's Version), wat begon bij de Kansas City shows.

## Geannuleerde shows
| Datum (2024) | Stad  | Land       | Arena               | Reden                           | Ref. |
| ------------ | ----- | ---------- | ------------------- | ------------------------------- | ---- |
| 8 augustus   | Wenen | Oostenrijk | Ernst Happelstadion | Geplande terroristische aanslag |      |
| 9 augustus   | Wenen | Oostenrijk | Ernst Happelstadion | Geplande terroristische aanslag |      |
| 10 augustus  | Wenen | Oostenrijk | Ernst Happelstadion | Geplande terroristische aanslag |      |

## Trivia
- Tijdens het Europese gedeelte van de Eras Tour droeg Swift een selectie van speciaal voor haar gemaakte Louboutins. De schoenen, herkenbaar aan de rode zool, werden gedragen tijdens de onderdelen Lover (kniehoge laarzen met stras bedekt), Fearless (wederom een paar laarzen, de zogeheten Cate laarzen), Folklore/Evermore (speciaal ontworpen enkelhoge rijglaarjes), Red (lage instappers, de zogeheten CL Moc Lug), 1989 (speciaal ontworpen enkellaarsjes met wederom stras), The Tortured Poets Department (eerst speciaal ontworpen enkellaarzen waarna ze halverwege eveneens unieke sandalen draagt) en Midnight (kniehoge laarzen met donkere stras).[2]